# Cinthia Régia Gomes do Livramento
|  | Dieser Artikel wurde auf den Seiten der Qualitätssicherung des Projektes Politiker eingetragen. Hilf mit, ihn zu verbessern, und beteilige dich an der Diskussion! Folgendes muss noch verbessert werden: etwas kurz -- Aspiriniks 12:07, 22. Mai 2010 (CEST) |

Cinthia Régia Gomes do Livramento (* um 1964; † 13. Mai 2010 in Manaus) war eine brasilianische Politikerin. Sie war Ministerin für Bildung des Bundesstaates Amazonas.
Gomes do Livramento starb beim Absturz eines Flugzeuges auf dem Flughafen Manaus kurz nachdem dieses zu einem Flug in die brasilianische Stadt Maués abgehoben hatte.